# Answer And Answer
「Answer And Answer」（アンサー・アンド・アンサー）は、2013年5月29日にEMIミュージック・ジャパンから発売された。日本のロックバンド、9mm Parabellum Bulletの5枚目のシングル。

## 概要
前作「ハートに火をつけて」より約7ヶ月ぶりのシングル。アルバム『Dawning』の先行シングルである。
完全生産限定盤には、2013年3月9日に行われた『39-Thank You-LIVE』のライブ映像とドキュメント映像を収録したLIVE DVDと、『39-Thank You-LIVE』チケットステッカーが封入されている。

## 収録曲
1. Answer And Answer
作詞：菅原卓郎、作曲：滝善充
2. Snow Plants
作詞：菅原卓郎、作曲：滝善充
3. Mr.Brainbuster
作曲：9mm Parabellum Bullet
2013年1月1日よりバンドの公式ホームページで流されていたインストゥルメンタル曲。